# Territórios Britânicos do Pacífico Ocidental
Os Territórios Britânicos do Pacífico Ocidental (em inglês: British Western Pacific Territories; BWPT) foram uma entidade colonial criada em 1877 para a administração de uma série de ilhas do Pacífico na Oceania sob um único representante da Coroa Britânica, denominado Alto Comissário para o Pacífico Ocidental. Com exceção de Fiji e das Ilhas Salomão, a maioria dessas possessões coloniais eram relativamente pequenas.

## História
A Lei de Proteção aos Ilhéus do Pacífico de 1875 (38 e 39 Vict. c. 51), e mais tarde, a Lei de Jurisdição Estrangeira de 1890 (53 e 54 Vict. c. 37), previam jurisdição sobre súditos britânicos no Pacífico.  Em 1877, o cargo de Alto Comissário para o Pacífico foi formalizado pela Ordem do Pacífico Ocidental em Conselho de 1877 pelo Conselho Privado do Reino Unido.  O artigo 12 estabeleceu o Presidente do Supremo Tribunal de Fiji como Comissário Judicial Chefe para o Pacífico Ocidental.   A Ordem em Conselho criou a entidade colonial – os Territórios Britânicos do Pacífico Ocidental – e concedeu autoridade para gerir o envolvimento de trabalhadores contratados e para dar à entidade colonial autoridade sobre os súditos britânicos no Pacífico Ocidental, para além da jurisdição das leis britânicas e coloniais australianas. 
O governador de Fiji recebeu autoridade sobre pessoas e atos nas ilhas ao sul do equador. O Governador, como Alto Comissário e Cônsul-Geral, recebeu a autoridade de: conduzir relações diplomáticas com representantes locais de potências estrangeiras, regular o comércio de trabalho onde era conduzido apenas por súditos britânicos e manter a lei e a ordem entre os súditos britânicos nas ilhas do Pacífico onde não havia governos reconhecidos.  O Alto Comissário nomeou comissários residentes para administrar territórios insulares específicos. Na sequência de uma comissão de inquérito, foi emitida uma Ordem do Conselho revista em 1893, que deu aos comissários residentes uma maior autonomia sobre as ilhas sob o seu controlo. 

## Composição dos Territórios Britânicos do Pacífico Ocidental
A composição dos territórios do BWPT variou ao longo do tempo.    Como as ilhas estavam espalhadas pelo Pacífico Sul, a administração dos territórios era problemática.  Os membros mais duradouros foram Fiji (de 1877 a 1952) e as Ilhas Salomão (de 1893 a 1976). Entre 1942 e 1945, o alto comissariado foi suspenso. Enquanto a maioria das ilhas estava sob administração militar britânica, as Ilhas Salomão e as Ilhas Gilbert ficaram sob ocupação japonesa.
Em 1952, Fiji foi separada do Alto Comissariado. Depois disso, o posto do Alto Comissário foi transferido para Honiara, nas Ilhas Salomão, e o Alto Comissário também foi Governador das Ilhas Salomão. O Tribunal do Alto Comissariado, no entanto, continuou a se reunir em Suva, com o Presidente do Supremo Tribunal de Fiji continuando como Comissário Judicial Chefe por mais uma década, até 1962, quando os dois cargos foram separados. Nos termos da Ordem do Conselho do Pacífico Ocidental (Tribunais), publicada no dia 15 de agosto de 1961 e em vigor desde 9 de abril de 1962, o Tribunal do Alto Comissariado foi renomeado para Tribunal Superior do Pacífico Ocidental e transferido para as Ilhas Salomão.  O tribunal era composto por um presidente de Justiça (como o cargo de Comissário Judicial Chefe foi renomeado) e dois juízes de primeira instância, um baseado em Port Vila, Novas Hébridas (hoje Vanuatu), e o outro em Tarawa, Ilhas Gilbert e Ellice (hoje Kiribati e Tuvalu). 
A maioria dos grupos de ilhas conquistou independência ou autogoverno interno em 1971. Em 1º de janeiro de 1972, as Ilhas Gilbert e Ellice foram escolhidas com seu próprio governador. Em 2 de janeiro de 1976, depois que quase todos os estados receberam status de estados separados, o cargo de Alto Comissário e a entidade dos Territórios do Pacífico foram abolidos. Um resquício da Alta Comissão, contudo, foi o direito de recurso dos tribunais de muitas nações insulares para o Tribunal de Recurso de Fiji, que persistiu até ao final da década de 1970.  Com a independência de Kiribati em 1979, todas as ilhas que antes faziam parte dos territórios (exceto as Ilhas Pitcairn) ganharam independência ou foram anexadas a outras entidades. 
Em 2002, os registos arquivados desta Alta Comissão foram transferidos para a Nova Zelândia e encontram-se agora nas Colecções Especiais da Biblioteca da Universidade de Auckland. 

## Administração dos Territórios Britânicos do Pacífico Ocidental
No início, o BWPT era administrado por um alto comissário que residia em Fiji (e mais tarde nas Ilhas Salomão Britânicas). Então, Sir John Bates Thurston nomeou Charles Richard Swayne como o primeiro comissário residente das Ilhas Ellice em 1892 e como o primeiro comissário residente das Ilhas Gilbert em 1893. Ele foi sucedido em 1895 por William Telfer Campbell, que se estabeleceu em Tarawa, que foi escolhida porque sua lagoa tem uma abertura grande o suficiente para os navios passarem confortavelmente.

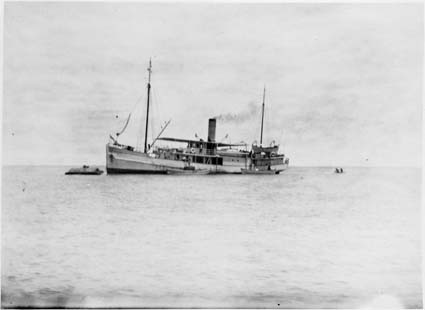
SS Tokelau: navio a vapor do governo Gilbert e protetorados das ilhas Ellice (30 de abril de 1909)

Em 1908, a sede do BWPT foi transferida para Ocean Island (hoje conhecida como Banaba). A Ilha Oceânica foi rapidamente adicionada ao protetorado em 1900 para aproveitar as vantagens das melhores conexões de navegação resultantes do aumento das atividades da Pacific Phosphate Company.   As autoridades coloniais britânicas enfatizaram que o seu papel era obter mão-de-obra para a mineração de fosfato em Ocean Island e manter a lei e a ordem entre os trabalhadores. 
A Alta Comissão do Pacífico Ocidental impôs o Imposto do Rei, pagável em copra, com a ordem mantida pelos anciãos de cada ilha e pelos magistrados locais.   
A regulamentação do comércio de trabalho coercitivo na Melanésia, conhecido como Blackbirding, era um problema significativo para o Alto Comissariado do Pacífico Ocidental. Os navios da Estação Australiana da Marinha Real foram responsáveis por limitar a caça ao melro. 

## Ilhas
- Ilhas Gilbert e Ellice (1892–1976) – agora independentes separadamente, como Kiribati (na Micronésia) e Tuvalu (na Polinésia), respectivamente.

### Na Polinésia
- Ilhas Canton e Enderbury (1939–1976) – agora parte de Kiribati.
- Ilhas Cook (1893–1901) – 15 pequenas ilhas, agora uma democracia parlamentar autônoma em livre associação com a Nova Zelândia.
- Ilhas da Linha (até 1976) – oito atóis quase desabitados, atualmente parte de Kiribati.
- Niue (Ilha Selvagem), também conhecido como "Rocha da Polinésia" (1900–1901); atualmente um estado autônomo em livre associação com a Nova Zelândia.
- Ilhas Fénix (até 1976) – oito atóis quase desabitados, atualmente parte de Kiribati.
- Ilhas Pitcairn (1898–1952) – um atual território ultramarino britânico.
- Tonga (1900–1952) – um reino nativo e estado protegido, independente desde 1970.
- Ilhas da União (1877–1926, oficialmente até 1948) – atual Toquelau, um território dependente da Nova Zelândia.

### Na Micronésia
- Ilha do Oceano (Banaba) (1900–1976) - agora parte de Kiribati.[19][20]

### Na Melanésia
- Fiji (1877–1952) – agora independente.
- Ilhas Salomão Britânicas (1893–1976) – agora independente como a nação das Ilhas Salomão.
- Novas Hébridas (1906–1976), um condomínio anglo-francês – agora independente como Vanuatu.